# Dorfkirche Mahlenzien

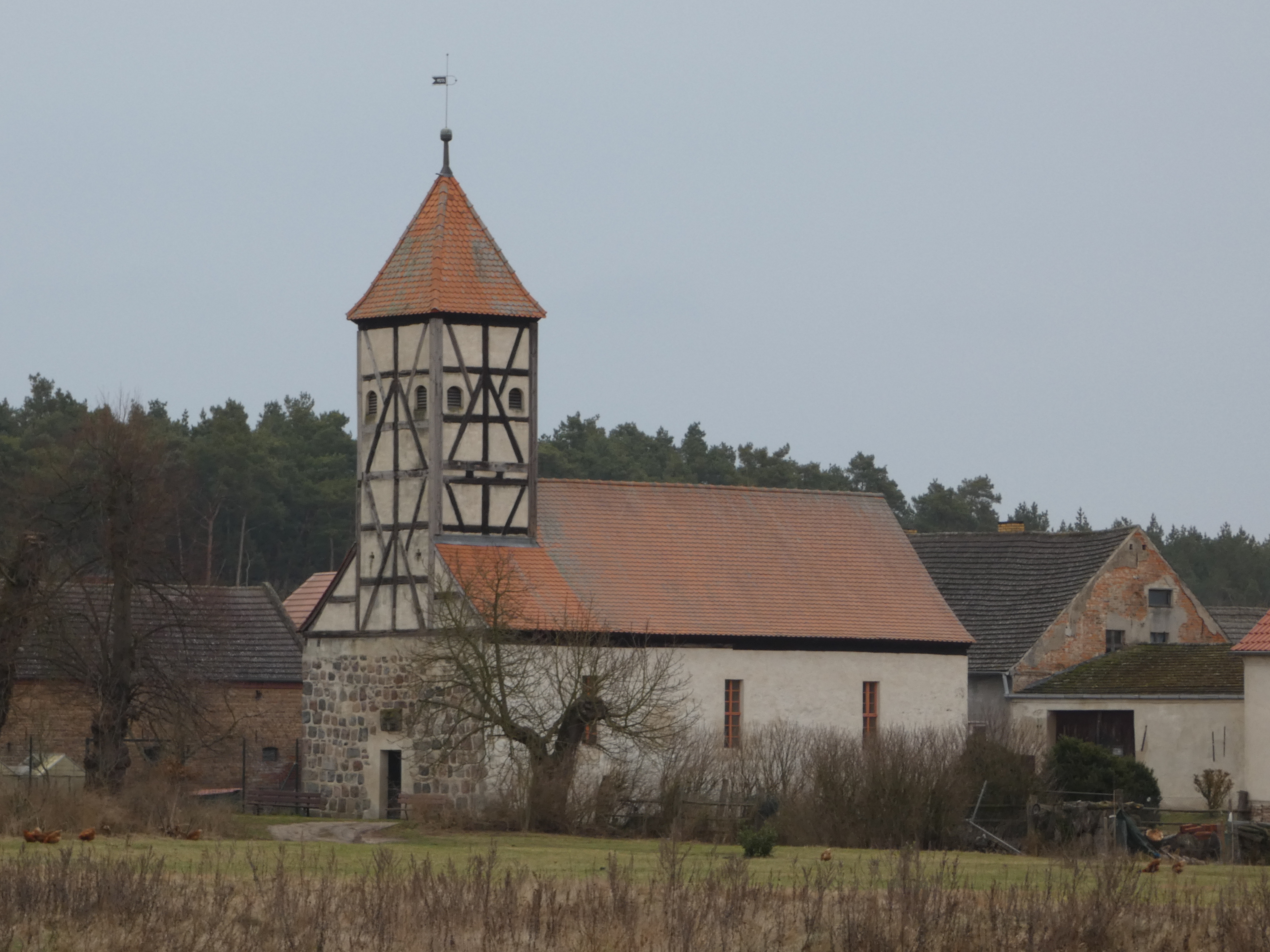
Die Dorfkirche von Südwesten

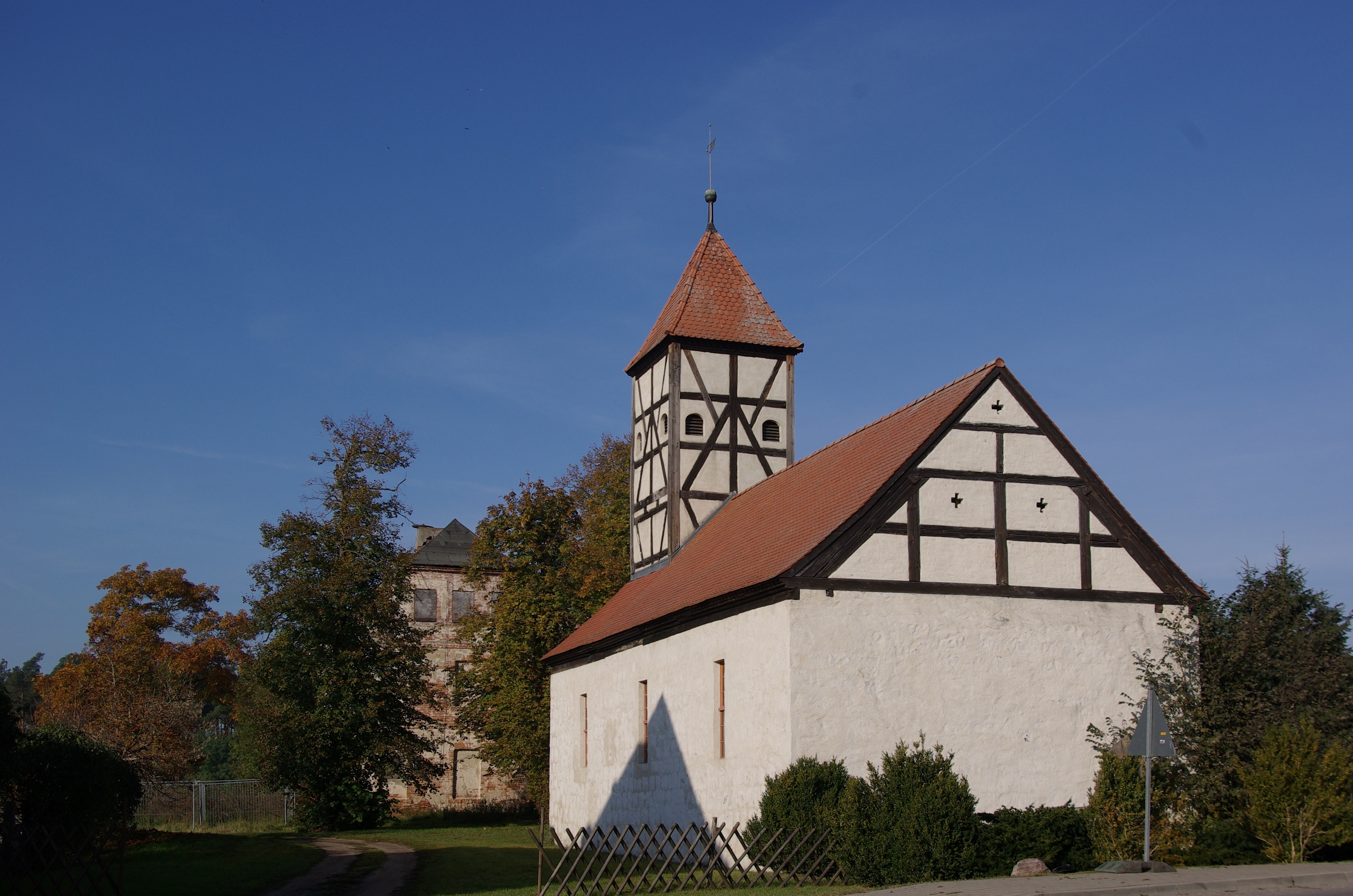
Dorfkirche von Südosten

Die Dorfkirche Mahlenzien ist eine Saalkirche im Ort Mahlenzien in der Stadt Brandenburg an der Havel. Die Kirche gehört zum Pfarrbereich Wusterwitz des evangelischen Kirchenkreises Elbe-Fläming der Evangelischen Kirche in Mitteldeutschland. Sie steht unmittelbar dem Gutshaus Mahlenzien vis-à-vis.

## Baugeschichte
Die Dorfkirche Mahlenzien ist ein romanisches Bauwerk aus Feldstein. Im Kirchenführer im evangelischen Kirchenkreis Elbe-Fläming wird sie trotz erkennbarer Rundbögen fälschlich als frühgotisch beschrieben. Die Saalkirche stammt aus der zweiten Hälfte des 13. Jahrhunderts. Sie war Filialkirche der Dorfkirche Viesen. Das Kirchenpatronat lag 1376 zunächst bei der Familie von Sandau, ab 1470 bei der Familie von Grabow und ab 1583 bei der Familie von Schierstedt. Unter ihrer Herrschaft wurde Mahlenzien ein Gutsdorf ohne selbstständige Bauern.
Im Jahr 1729 wurde die Dorfkirche umfassend umgebaut. Der Förderkreis Alte Kirchen Berlin-Brandenburg vermutet, dass es im Dreißigjährigen Krieg zu erheblichen Beschädigungen gekommen war. Dabei wurde der Chor der Breite des Kirchenschiffs angepasst und die Fenster barock umgebaut beziehungsweise vergrößert. Weiterhin setzte man einen Kirchturm aus Fachwerk über den Westgiebel. Auf den hölzernen Stützpfeilern des Turms errichtete man im Inneren die Westempore. Ein mit der Chorempore verbundener Kanzelaltar mit reichem Schnitzwerk wird ebenfalls dem Barock zugerechnet.
In den 1990er und 2000er Jahren wurde die aufgrund von Baufälligkeit nicht mehr nutzbaren Dorfkirche Mahlenzien saniert. Zunächst wurde das Dach 1994 neu eingedeckt. Ab 1999 erfolgte die Instandsetzung des Turmes und des Kirchenschiffs. Zwischen 2001 und 2002 restaurierte man den hölzernen Schnitzaltar und das Kirchengestühl und 2003 bis 2004 wurden die Wetterfahne und die Turmkugel erneuert. Dabei wurden in einer Zeitkapsel Münzen und Dokumente aus dem Jahr 1895 entdeckt, welche auf eine in diesem Jahr stattgefundenen Reparatur hindeuten. Im 21. Jahrhundert sind jedoch weitere Schäden aufgetreten. Das verputzte Turmfachwerk zeigt Risse, ebenso der Ostgiebel. Die hölzerne Ausstattung ist mit Holzschädlingen befallen, ebenso der Dachstuhl. Die Planungen sehen vor, das Innere zu begasen und die Schäden am Turm zu beseitigen.

## Bauwerk

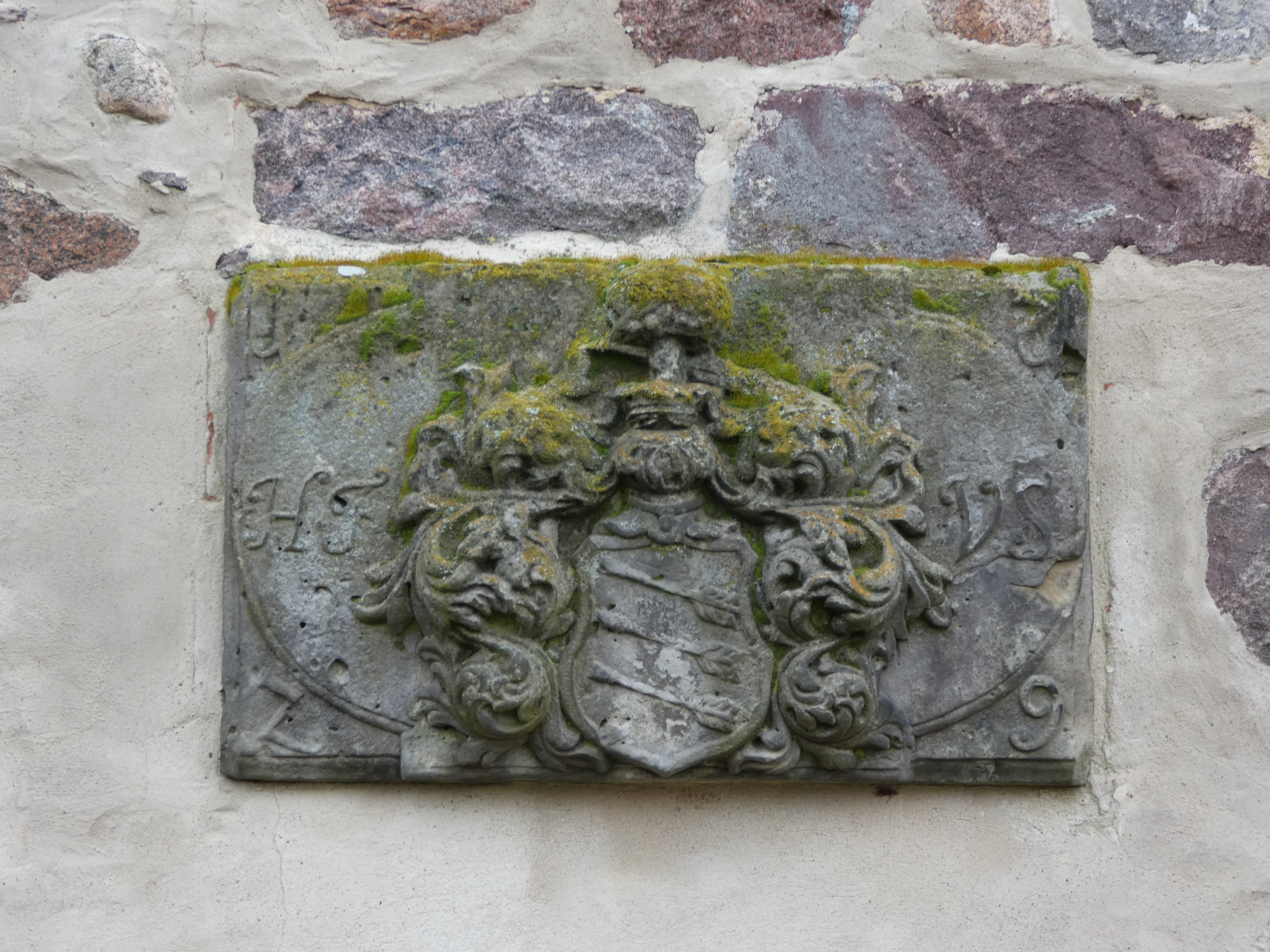
Wappenstein der Familie von Schierstedt

Das Schiff des Kirchenbaus wurde aus behauenen Feldsteinen errichtet. Auf der Südseite erkennt man noch zugesetzt ein Rundbogenfenster und ein Rundbogenportal. Auf der Süd- und auf der Nordseite gibt es im Schiff jeweils drei hohe Fenster, die nach außen rechteckig,
nach innen korbbogig gestaltet sind. Weiterhin sind die Feldsteine auf der Süd- und Nordseite mit einem weißen Putz überzogen. Das Westportal ist wie auch die Fenster nach außen rechteckig, nach innen korbbogig. Über diesem befindet sich eingelassen ein Stein, welcher das Wappen der Patronatsfamilie von Schierstedt, drei stumpfe Pfeile, zeigt.
Der Ost- und Westgiebel sind in Fachwerk ausgeführt. Über dem Westgiebel befindet sich der ebenfalls in Fachwerk ausgeführte Kirchturm. Dessen Schallöffnungen weisen in alle vier Himmelsrichtungen. Eine Turmuhr gibt es nicht. Das Pyramidendach des Turms ist mit roten Biberschwänzen eingedeckt. Auf der Spitze befindet sich die Wetterfahne mit eingearbeiteter Jahreszahl 1729 und die Turmkugel. Das Satteldach des Langhauses ist ebenfalls mit roten Biberschwänzen eingedeckt.

## Ausstattung

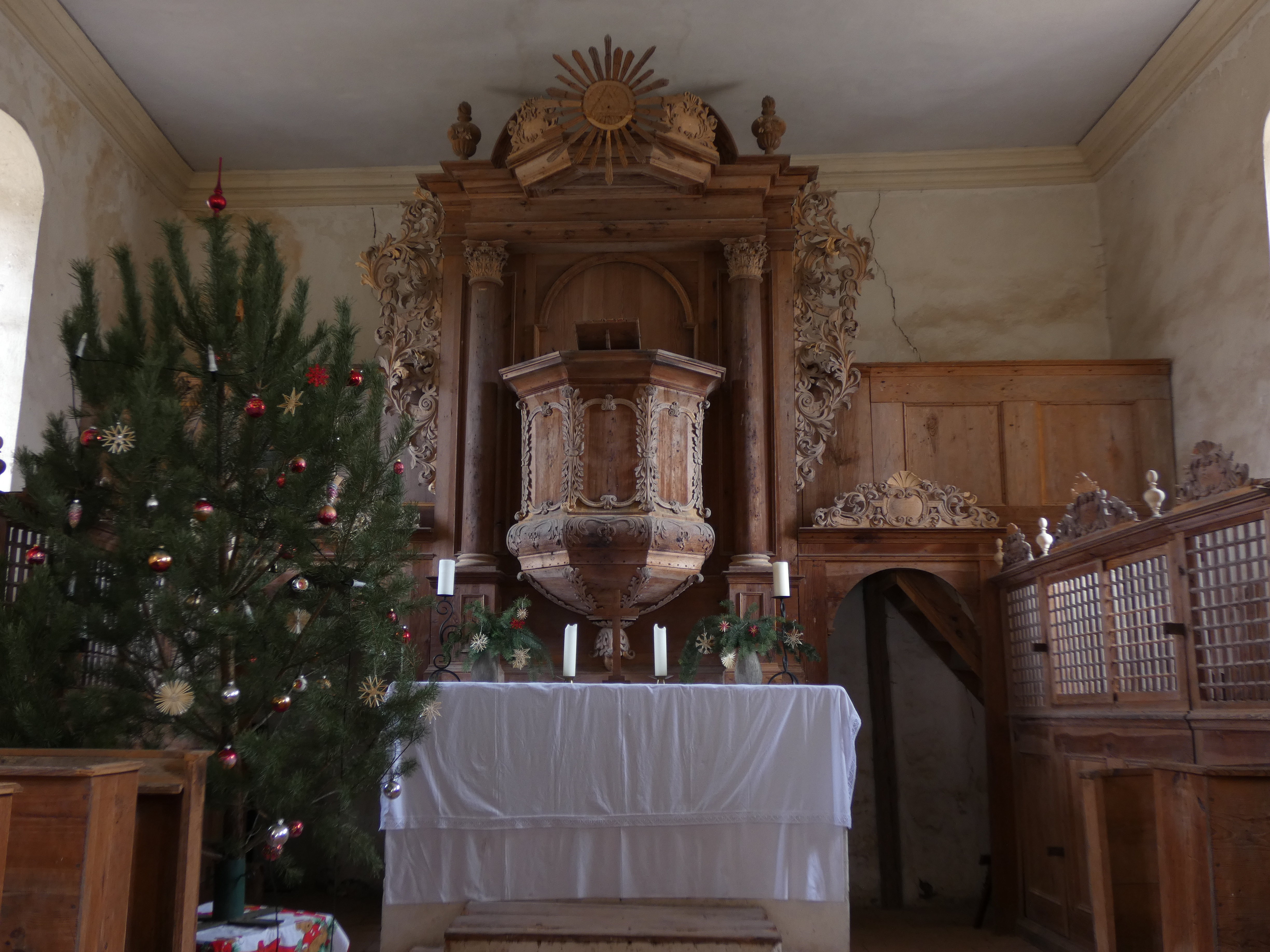
Kanzelaltar und Patronatsgestühl

Im Kircheninneren befindet sich ein hölzerner Kanzelaltar mit reichem Schnitzwerk. Beidseits vor diesem an der Nord- und Südwand steht das separierte Patronatsgestühl. Das restliche Kirchengestühl ist schlicht. Über dem Eingang befindet sich die hölzerne Westempore. Auffällig ist, dass die gesamte hölzerne Kirchenausstattung der Dorfkirche (Kanzelaltar, Patronats- und weiteres Kirchengestühl, Empore) keinerlei Farbanstrich aufweist. Im Turm hängen zwei Glocken, die aus dem Mittelalter stammen könnten.